# ديزني علاء الدين (لعبة فيديو)
ديزني علاء الدين (بالإنجليزية: Disney Aladdin)‏ هي لعبة فيدو منصات لسوبر نينتندو إنترتينمنت سيستم من إنتاج شركة كابكوم عام 1993، اللعبة مقتبسة من فيلم علاء الدين من إنتاج شركة ديزني .